# Théophile Stern
Pour les articles homonymes, voir Stern.
Théophile Stern, né le 24 juillet 1803 à Strasbourg et mort le 1er décembre 1886 dans la même ville, est un compositeur, organiste et professeur de musique français.